# Justin Quiles
 (avril 2019).
Si vous disposez d'ouvrages ou d'articles de référence ou si vous connaissez des sites web de qualité traitant du thème abordé ici, merci de compléter l'article en donnant les références utiles à sa vérifiabilité et en les liant à la section « Notes et références ».
Justin Quiles est un chanteur de reggaeton et de pop latino américano-portoricain, né le 29 mars 1990 à Bridgeport.
En plus d'écrire ses propres chansons, Justin Quiles a écrit pour ses collègues, notamment "Pierde Los Modales", de J Balvin feat. Daddy Yankee, "Take It Off", de Lil Jon feat. Yandel & Becky G, "Recuérdame", de Maluma, ainsi que "Loba" et "Mi Nena", de Yandel. 
Depuis août 2013, Justin Quiles a signé un contrat avec le label d'enregistrement Rich Music. En février 2017, Rich Music et Justin Quiles ont signé un contrat de distribution avec la division latine de Warner Music.

## Biographie
Justin Quiles est né à Bridgeport, dans le Connecticut aux États-Unis, dans une famille portoricaine et a grandi à Porto Rico, mais est retourné dans le Connecticut pour terminer ses études secondaires. Il a déclaré dans des entretiens que son père avait abusé de sa mère, ce qui explique pourquoi ils ont dû retourner à Porto Rico. Il a écrit sa première chanson à l'âge de 13 ans. Son frère aîné écoutait des musiques comme El General, salsa et hip hop, ainsi que Wisin y Yandel, Tego Calderon et Don Omar. 
Justin Quiles est retourné à Porto Rico pour devenir chanteur. Il a commencé à collaborer avec le duo Genio & Baby Johnny. Un an plus tard, il est retourné à Orlando, où il a enregistré son premier single, "Algo Contigo" avec le producteur Lelo.
Justin Quiles a signé avec le label Rich Music, basé à Miami, en août 2013. Son premier single avec Rich Music était la chanson "Orgullo", et un remix mettant en vedette le chanteur colombien J Balvin, qui est devenu un hit du Billboard Latin Tableau rythmique Airplay.

## Discographie
Albums
- 2016 : La Promesa
- 2019 : Realidad

EP
- 2015 : Carpe Diem

### Singles
- 2014 : Orgullo.
- 2014 : Maria.
- 2014 : Esta Noche.
- 2015 : Me Curare.
- 2016 : Si Ella Quisiera.
- 2017 : Egoísta.
- 2017 : Ropa Interior.
- 2018 : No Quiero Amarte, (Avec. Zion & Lennox).
- 2018 : Si Tu, (Avec. Plan B).
- 2018 : Me Frontio, (Avec. Dimelo Flow, Alex Rose, Gigolo y La Exce).
- 2018 : Hora Loca, (DJ Africa, Jencarlos Canela).
- 2019 : Que Mas Pues (Remix), (Avec. Sech, Maluma, Nicky Jam, Farruko, Dalex, Lenny Tavárez).
- 2019 : Comerte A Besos, (Avec. Wisin, Nicky Jam).
- 2019 : Dj no pare remix, (Avec. Natti Natasha, Farruko, Zion, Dalex, Lenny Tavárez).
- 2019 : Baila Riddim, (Avec. Farruko & Chino).
- 2019 : Quizás, (Avec. Sech, Dalex, Wisin, Zion, Lenny Tavarez, Feid).
- 2019 : Cuarderno (Avec. Dalex, Nicky Jam, Sech, Lenny Taváres, Lenny, Rafa Pabon, Feid).
- 2019 : Uniforme (Avec Sech, Dalex, Lenny Tavárez, Feid, Zion & Lennox, De La Ghetto).
- 2019 : Impaciente (Remix), (De. Chencho Corleone, avec. Miky Woodz, Wisin, Natti Natasha).
- 2020 : La Pared 360, (De. Lenny Tavarez).
- 2020 : Porfa, (De. Reid).
- 2020 : Tu Amiga, (Avec. Tainy, Dylan Fuentes, Lennox & Llane).
- 2020 : Pam, (Avec. Daddy Yankee, El Alfa).
- 2020 : Tú y Yo, (Avec. Nicky Jam, Valentino).
- 2020 : Porfa (Remix), (Avec. Feid, Nicky Jam, J. Balvin, Maluma, Sech).
- 2020 : iFear, (Avec. Chris Marshall, Kizz Daniel).
- 2020 : Jeans.
- 2020 : Provocame Remix, (Avec. Miky Woodz, Wisin, Lenny Tavarez, Justin Quiles, Manuel Turizo).
- 2020 : Parce, (Avec. Maluma, Lenny Tavárez).
- 2020 : Elegí Remix, (Avec. Rauw Alejandro, Anuel, Farruko, Dalex, Lenny Tavarez, Sech, Dimelo Flow).
- 2020 : Tussi, (Avec. Arcangel, Eladio Carrion, De La Ghetto).
- 2020 : Te Necesito, (Avec. Rich Music Ltd, Dalex, Darell, Dimelo Flow).
- 2020 : Que Mal Te Fue Remix, (Avec. Natti Natasha, Miky Woodz).
- 2020 : Fabuloso, (Avec. Sech).
- 2020 : Te Necesito, (Avec. Rich Music LTD, Dalex ft Darell, Dimelo Flow).
- 2020 : Ganas, (Avec. Bryant Myers, Kevvo, Alex Rose).
- 2020 : Ponte Pa' Mi.
- 2020 : Singapur (Remix), (Avec El Alfa "El Jefe", Farruko, Myke Towers, Farruko, Chencho Corleone).
- 2021 : Hickey, (Avec. Dalex, iZaak, Dimelo Flow).
- 2021 : Boom Boom, (Avec. Kenai, Nacho).
- 2021 : Cuántas veces (Avec. Danny Ocean).
- 2021 : Como Si Nah, (Avec. Dalex, Arcangel, KEVVO).
- 2021 : Todos Perreando, (Avec. El Coyote The Show, Nio Garcia , De La Ghetto).
- 2021 : Conexión, (Avec. Foreign Teck, Jay Wheeler, Bryant Myers, Eladio Carrion, Tory Lanez).
- 2021 : Loco, (Avec. Chimbala, Zion & Lennox).
- 2021 : La Botella, (Avec. Maluma).
- 2022 : La Esquina Del Mall, (Avec Carin Leon).
- 2022 : Aioeu, (Avec. Robin Schulz).
- 2022 : Envolver (Remix), (avec Anitta).
- 2023: Whiskey & Coco, (Avec. Myke Towers).
- 2024: Faldas y Gistros, (avec. Anitta, Lenny Tavárez).

## Voir Aussi
- (en + es) Site officiel